# Pearl Valley Golf Estates
De Pearl Valley Golf Estates is een golfbaan in Franschhoek, Zuid-Afrika. De baan is opgericht in de jaren 2000 en heeft een 18-holes golfbaan met een par van 72.

## De baan
De golfbaan werd ontworpen door de golfbaanarchitect Gary Player. De fairways en de tees werden beplant met kikuyugras, een tropische grassoort, en de greens met struisgras.
Er zijn meerdere waterhindernissen aanwezig op de golfbaan en de golfbaan is volledig omgeven met huizen.

## Golftoernooien
- Zuid-Afrikaans Open: 2008 & 2009
- South African Amateur Strokeplay Championship: 2008-2010